# 慕湘
慕湘（1916年—1988年），原名慕显松，男，山东蓬莱人，中华人民共和国作家、军事人物，中国人民解放军少将。